# تشيري بيسلي
تشيري بيسلي (بالإنجليزية: Cheri Beasley)‏ هي قاضية ومحامية أمريكية، ولدت في 14 فبراير 1966.